# Agisa
Agisa is een geslacht van vlinders van de familie slakrupsvlinders (Limacodidae).

## Soorten
- A. basalis Walker, 1855
- A. pygmaea (Grote, 1867)
- A. rufoflava Walker, 1855
- A. slossoniae (Packard, 1893)